# Trattografia

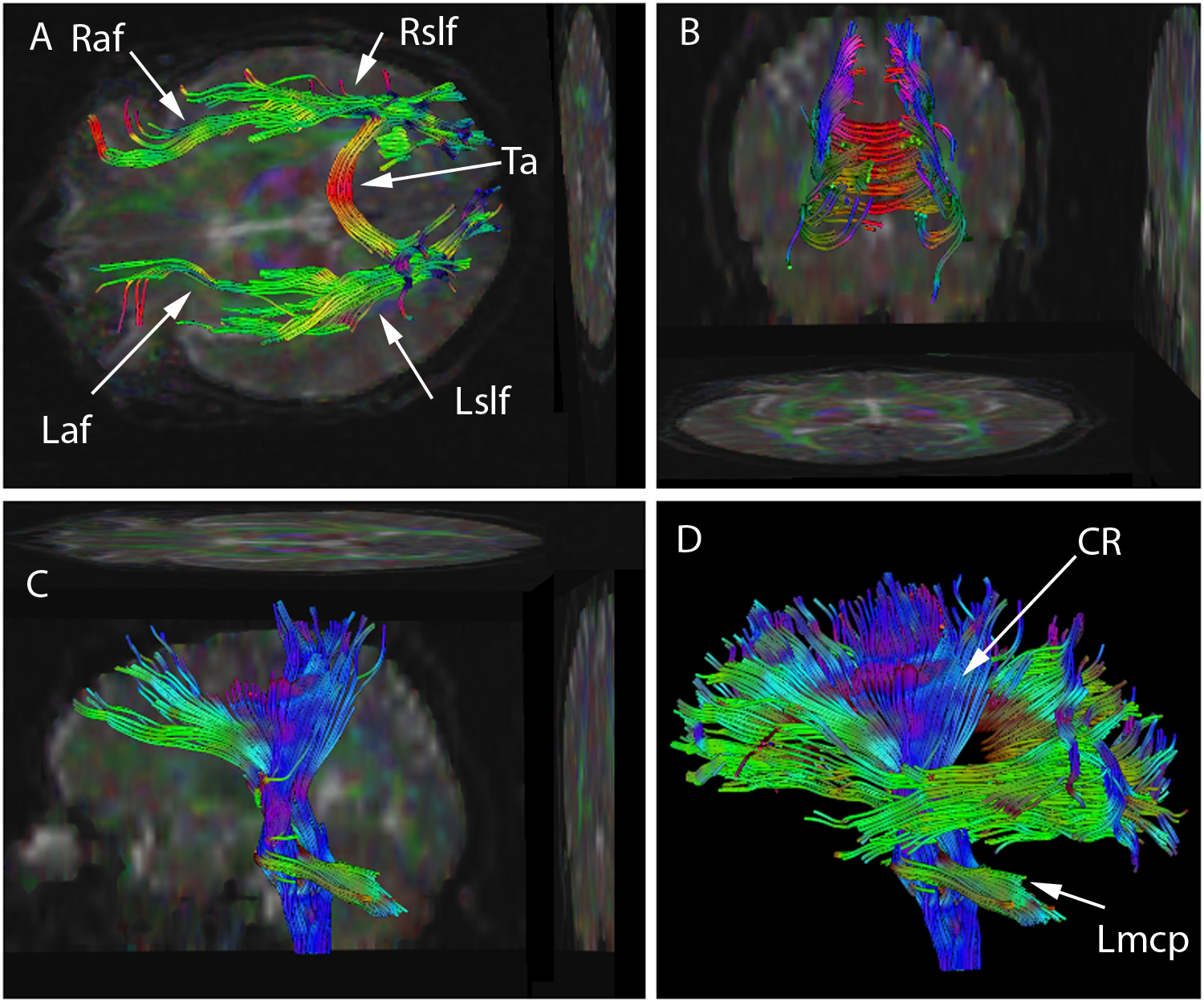
Legenda: I dati Diffusion tensor imaging (DTI) sono stati usati per varie valutazioni trattografiche del cervello del paziente. Quelle viste nella parte superiore (A), posteriore (B), e nelle visioni laterali (C e D).
Gli insiemi di dati possono essere ruotati continuamente su diversi piani per meglio apprezzarne la struttura.
Il colore è stato assegnato in base alla direzione dominante delle fibre.

La trattografia è una tecnica di modellazione tridimensionale usata in neuroscienze per rappresentare visualmente i tratti neurali, usando dati raccolti dall'imaging con tensore di diffusione (DTI), tecniche speciali di risonanza magnetica e analisi d'immagine informatiche.
I risultati sono presentati in immagini a due o tre dimensioni